# Kurzmayer Károly
Kurzmayer Károly született Karl Kurzmayer (ismert még, mint Carl Kurzmayer) (Bécs, 1901. november 28. – Bécs, 1972. január 24.) osztrák operatőr, rendező.

## Munkássága
Az első világháború alatt, mint fényképész kitanulta az operatőr szakmát a Pathé Stúdióban. 1918-tól operatőrként dolgozott az osztrák filmhíradónak. Az 1920-as években számos dokumentumfilmet forgatott Németországban, Magyarországon, Spanyolországban, és az Egyesült Államokban.
Harmincévesen a Belgrádi Filmakadémia tanára volt. 1933-ban forgatta első játékfilmjét Mysterium des Geschlechtes. 1936-ban a Magyar Filmiroda Magyarországra hívja. A második világháború előtt a magyar film nem rendelkezett képzett műszaki gárdával, ezért német és osztrák operatőrökkel dolgoztattak. Így kerül három évre Budapestre és fényképez több, mint egy tucat nagy sikerű vígjátékot a kor legnagyobb sztárjaival. A Dunaparti randevút és a Lovagias ügyet Perczel Zitával és Ráday Imrével vagy Jávor Pállal a Torockói menyasszonyt, a Maga lesz a férjemet és a Fekete gyémántokat. Ő veszi maga mellé és engedi át szinte teljes egészében a világosítói feladatokat az ifjú Illés Györgynek, a későbbi neves operatőrnek.
1938-ban visszatér hazájába és visszatér a híradóhoz, de tovább forgatja – immár német nyelven – az akkor divatos vígjátékokat is 1955-ig. 1972-ben, Bécsben hunyt el.
Csak halála után 33 évvel kerül elő egy addig soha meg nem jelent kópia az általa fényképezett náci propagandafilmből, a Kampf um Norwegen – Feldzug 1940-ból, a Norvégia és Dánia megszállásáról. Ma filmtörténeti ritkaságként mind Németországban, mind Norvégiában megvásárolható DVD-n

## Filmográfia
| A filmográfia nem teljes, számos korabeli film kópiája eltűnt vagy megsemmisült. - Lovagias ügy (1935) - rendezte Székely István - Szenzáció (1936) - rendezte Vajda László, Székely István - Ember a híd alatt (1936) - rendezte Vajda László - Három sárkány (1936) - rendezte Vajda László - Dunaparti randevú (1936) - rendezte Székely István - Úrilány szobát keres (1937) - rendezte Balogh Béla - Viki (1937) - rendezte Keleti Márton - Pusztai szél (1937) - rendezte Székely István - Torockói menyasszony (1937) - rendezte Keleti Márton - Szerelemből nősültem (1937) - rendezte Székely István - Két fogoly (1937) - rendezte Székely István - Maga lesz a férjem (1937) - rendezte Gaál Béla - A harapós férj (1937) - rendezte Keleti Márton - Te csak pipálj, Ladányi! (1938) - rendezte Keleti Márton - Fekete gyémántok (1938) - rendezte Vajda László - Borcsa Amerikában (1938) - rendezte Keleti Márton - Varjú a toronyórán (1938) - rendezte Rodriguez Endre - János vitéz (1938) - rendezte Gaál Béla - Fehérvári huszárok (1938) - rendezte Keleti Márton - Érik a búzakalász (1938) - rendezte Gaál Béla - Kampf um Norwegen. Feldzug (1940) - rendezte Werner Buhre, Martin Rikli - Der Wille zum Leben (1944) - rendezte Ulrich Kayser, Georg Wittuhn | - Mysterium des Geschlechtes (1933) - rendezte Lothar Golte - Karneval und Liebe (1934) - rendezte Karel Lamac - Die beiden Stoffl (1935) - rendezte Karl von Zieglmayer - Die Fahrt in die Jugend (1935) - rendezte Carl Boese - Unsterbliche Melodien (1936) - rendezte Heinz Paul - Hannerl und ihre Liebhaber (1936) - rendezte Werner Hochbaum - Schwarz gegen Blond (1939) - rendezte Philipp von Zeska - Fräulein Figaro (1939) - rendezte Philipp von Zeska - Eins zu Eins (1939) - rendezte Carl Prucker - Anton, der Letzte (1939) - rendezte E.W. Emo - Sieben Jahre Pech (1940) - rendezte Ernst Marischka - Wir bitten zum Tanz (1941) - rendezte Hubert Marischka - Der weite Weg (1946) - rendezte Eduard Hoesch - Die Welt dreht sich verkehrt (1947) - rendezte J.A. Hübler-Kahla - Wiener Melodien (1947) - rendezte Theo Lingen, Hubert Marischka - Hin und her (1947) - rendezte Theo Lingen - Die Sonnhofbäuerin (1948) - rendezte Wilfried Frass, Kurzmayer Károly - Die Schatztruhe (1948) - csak rendezte Kurzmayer Károly - Liebesprobe (1949) - rendezte Karl Leiter - Das gestohlene Jahr (1950) - rendezte Wilfried Frass - Wenn eine Wienerin Walzer tanzt (1951) - rendezte Szlatinay Sándor - Valentins Sündenfall (1951) - rendezte Paul Löwinger - Die große Schuld (1953) - rendezte Alfred Lehner - Die fünf Karnickel (1953) - rendezte Kurt Steinwendner, Paul Löwinger - Sonne über der Adria (1954) - rendezte Karl Georg Külb - Unsterblicher Mozart (1954) - rendezte Alfred Stöger, Oscar Fritz Schuh - Lass die Sonne wieder scheinen (1955) - rendezte Hubert Marischka - Die Wirtin an der Lahn (1955) - rendezte J.A. Hübler-Kahla - Götz von Berlichingen (1955) - rendezte Alfred Stöger |

## Fordítás
- Ez a szócikk részben vagy egészben  a   Karl_Kurzmayer című német Wikipédia-szócikk fordításán alapul.  Az eredeti cikk szerkesztőit annak laptörténete sorolja fel. Ez a jelzés csupán a megfogalmazás eredetét és a szerzői jogokat jelzi, nem szolgál a cikkben szereplő információk forrásmegjelöléseként.